# Queen Crab – Die Killerkrabbe
Queen Crab – Die Killerkrabbe ist ein US-amerikanischer Tierhorrorfilm von Brett Piper aus dem Jahr 2015.

## Handlung
Melissa Webber lebt mit ihren Eltern in einem älteren Haus am See. Ihr Vater, ein Genforscher, arbeitet aufgrund der steigenden Weltbevölkerung an speziellen Pflanzen, um den Hunger zu besiegen. Eines Tages spielt Melissa an einem Steg in der Nähe des Elternhauses. Dort entdeckt sie eine Krabbe am Ufer, die sich verfangen hat. Sie befreit die Krabbe und füttert sie mit den Beeren der gentechnisch veränderten Pflanze. Dadurch fängt die Krabbe zu wachsen an. Als Melissas Mutter eine sehr große Krabbe in der Waschküche entdeckt, ruft sie vor Panik ihren Mann zur Hilfe. Da ein Experiment dadurch nicht mehr unter Beobachtung steht, kommt es zu einer Explosion, bei der Melissas Eltern sterben.
Sie wächst bei ihrem Onkel Sheriff Ray auf. Melissa erbt eine alte Farm mit Zugang zum Fluss. Ein Farmer meldet bei der örtlichen Polizeibehörde einen Sachschaden an seiner Scheune und dass mehrere Kühe gerissen wurden. Der Sheriff und sein Gehilfe Sonny entdecken seltsame Fußabdrücke im Boden. Sie verfolgen die Spur bis zu Melissas Farm. Allerdings verteidigt diese ihr Anwesen mit Waffengewalt gegenüber den Eindringlingen. Deswegen nehmen die Gesetzeshüter Gipsabdrücke von den Spuren und schicken diese an ein Forschungslabor.
Stewart MacKendrick wird geschickt, um die Situation vor Ort zu begutachten. Zeitgleich bekommt Melissa Besuch von ihrer ehemaligen besten Freundin, der Schauspielerin Jennifer Kane. In einer Bar schlägt der Barkeeper vor, die junge Frau Daisy nach Hause zu bringen. Auf dem Weg versucht er, sich an ihr zu vergehen. Dabei gelingt Daisy die Flucht. Ihr Verfolger wird vom Nachwuchs der Krabbe getötet. Währenddessen beschließen Melissa und Jennifer in die örtliche Bar zu gehen, um etwas zu trinken. Dort erfahren sie, dass der eigentliche Barkeeper Moe verschwunden ist. Der Dorfbewohner Sketch erscheint und behauptet, er habe auf der Straße mehrere große Krabben überfahren und wurde schließlich von einer Krabbe angegriffen, die so groß wie ein Boot gewesen sei.
MacKendrick entdeckt den abgestoßenen Außenpanzer der Riesenkrabbe. Später kommt es zu einer Konfrontation mit der Riesenkrabbe und einer Farmersfrau, da diese die Eier der Krabbe zerstört hat, wofür sie nun getötet wird. Alle Spuren führen zu Melissas Farm, woraufhin sie festgenommen wird. Allerdings wird sie von der Riesenkrabbe aus dem Fahrzeug des Hilfssheriffs gerettet, der zuvor von der Krabbe getötet wurde. Der Sheriff beschließt die Jagd auf die Krabbe und mobilisiert alle Dorfbewohner. Gemeinsam feuern sie auf das Tier. Dieses flüchtet in einen See, woraufhin der Sheriff die Nationalgarde um Luftunterstützung bittet. Melissa und Jennifer, mittlerweile unter Arrest, bekommen Besuch von MacKendrick. In einem Gespräch mit den Frauen wird ihm klar, dass die Aggressivität der Krabbe daraus resultiert, dass einige Dorfbewohner ihre Nachkommen getötet und die Eier zerstört haben. Heimlich versenken sie die abgestoßene Haut der Krabbe im See. Als der See dann bombardiert wird, hat es den Anschein, die Riesenkrabbe wäre tot. Tatsächlich handelt es sich jedoch nur um den Außenpanzer der Riesenkrabbe. Am Ende sieht man die Riesenkrabbe mit Melissa an einem anderen See.

## Hintergrund
Die Animation der Riesenkrabbe wurde durch Stop-Motion realisiert. Es handelt sich um eine alte Trickfilmtechnik, die überwiegend in Monsterfilmen des 20. Jahrhunderts wie Die verlorene Welt oder King Kong und die weiße Frau eingesetzt wurde.

## Kritik
„Regisseur und B-Film-Fan Brett Piper („Arachnia“) ließ die Krabbe in nostalgischer Stop-Motion-Technik animieren. Das erinnert an die Monsterfilme der 50er. Drehbuch, Ausstattung und Schauspieler jedoch sind beschämend amateurhaft.“

„Tierhorror-Trashfilm, der sich durch seine Slow-Motion-Technik als Hommage an die 1950er-Jahre präsentiert. Bewusst anspruchslos und voller technischer Fehler, allenfalls für Horror-Nostalgiker und Fans schlechter Filme von einem gewissen Reiz.“